# قلعة أكاشي
قلعة أكاشي (باليابانية: 明石城) هي قلعة يابانية في أكاشي، هيوغو ، اليابان .
شيدت هذة القلعة من قبل اوجاساوارا تادازاني كقلعة خاصة من 1617 حتي 1619 لمراقبة الأمراء الغربيين بأمر من توكوغاوا هيدتدا على جبل أكاماتسو. بنيت القلعة خلال سنة وتعتبر هذة فترة قصيرة نسبياً وتم ذلك بسرعة نتيجة لقانون 1615 والذي يقضي بتكليف قلعة واحدة لكل عشيرة. العديد من القلاع تم تفكيكها واستخدام بعض أجزائها لبناء قلعة أكاشي.
بنيت القلعة في أكاشي، هيوغو، والتي كانت نقطة إستراتيجية مهمة بين أوساكا وغرب اليابان ، فقد كان من المتوقع أن تلعب القلعة دور نقطة انطلاق رئيسية لوقف الغزو الافتراضي من أوساكا .

خضعت القلعة لإصلاحات كبرى في عام 1739 ودمرت من قبل حكومة ميجي في عام 1874 .